# Estelle von Schweden

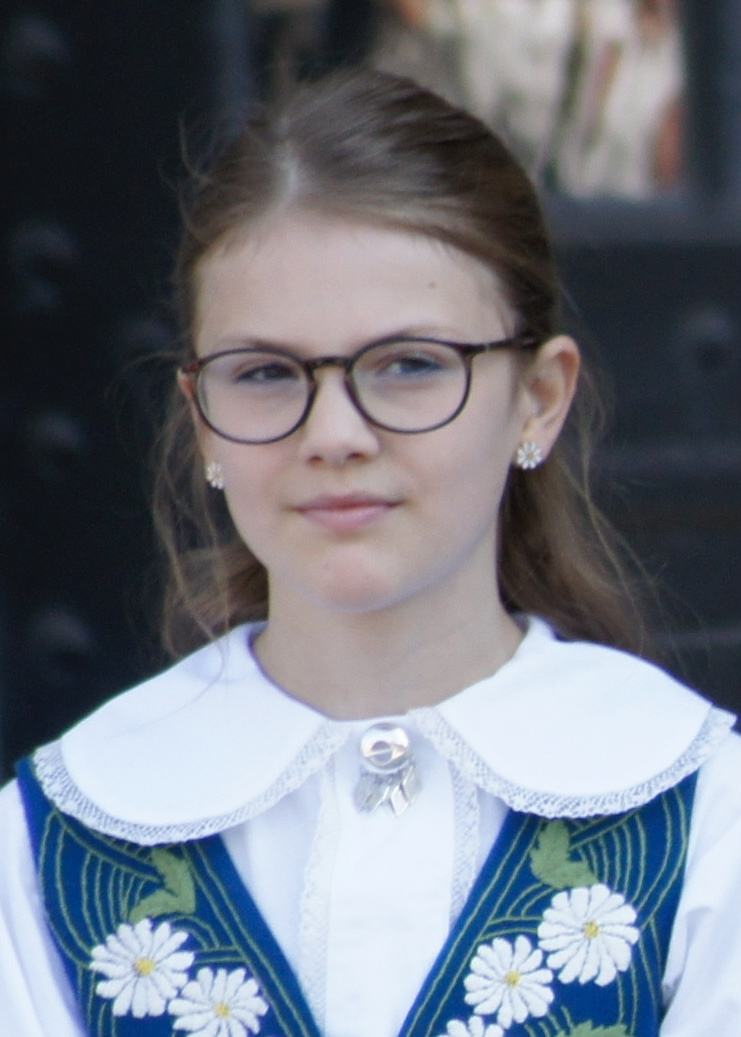
Prinzessin Estelle, 2023

Estelle Silvia Ewa Mary, Prinzessin von Schweden, Herzogin von Östergötland (* 23. Februar 2012 in Solna) ist die Tochter von Victoria und Daniel von Schweden.
Gemäß dem schwedischen Thronfolgegesetz steht sie hinter ihrer Mutter und vor ihrem Bruder Oscar auf Platz zwei der schwedischen Thronfolge.

## Leben

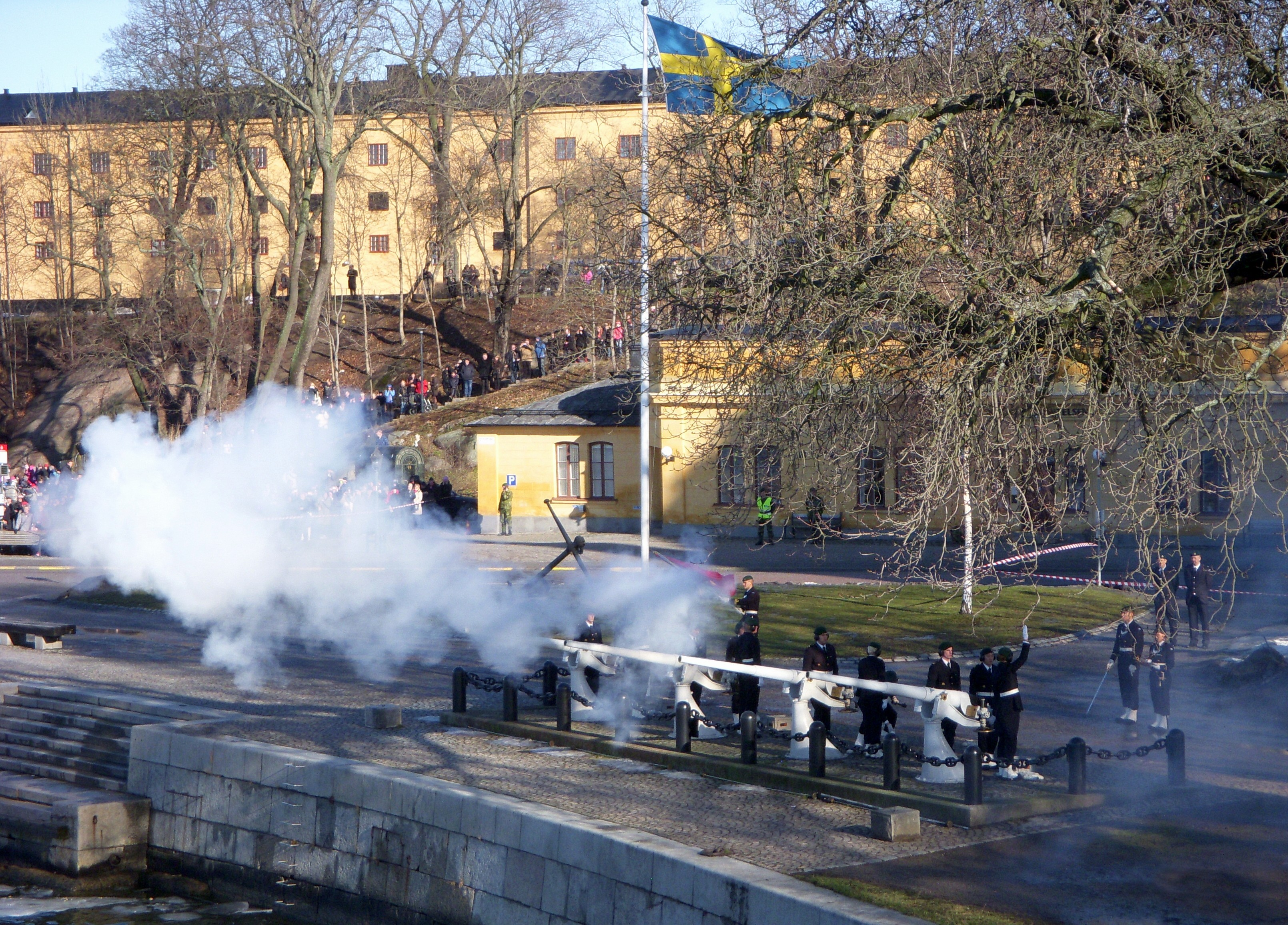
Königlicher Salut für die Neugeborene mit 42 Schüssen von Skeppsholmen (23. Februar 2012)

Prinzessin Estelle wurde am 23. Februar 2012 im Karolinska-Krankenhaus in Solna nahe Stockholm geboren. Am 24. Februar berief König Carl XVI. Gustaf den Konselj ein, um die Geburt und den Namen offiziell bekannt zu geben. Gleichzeitig teilte er mit, sie zur Herzogin von Östergötland ernannt zu haben.

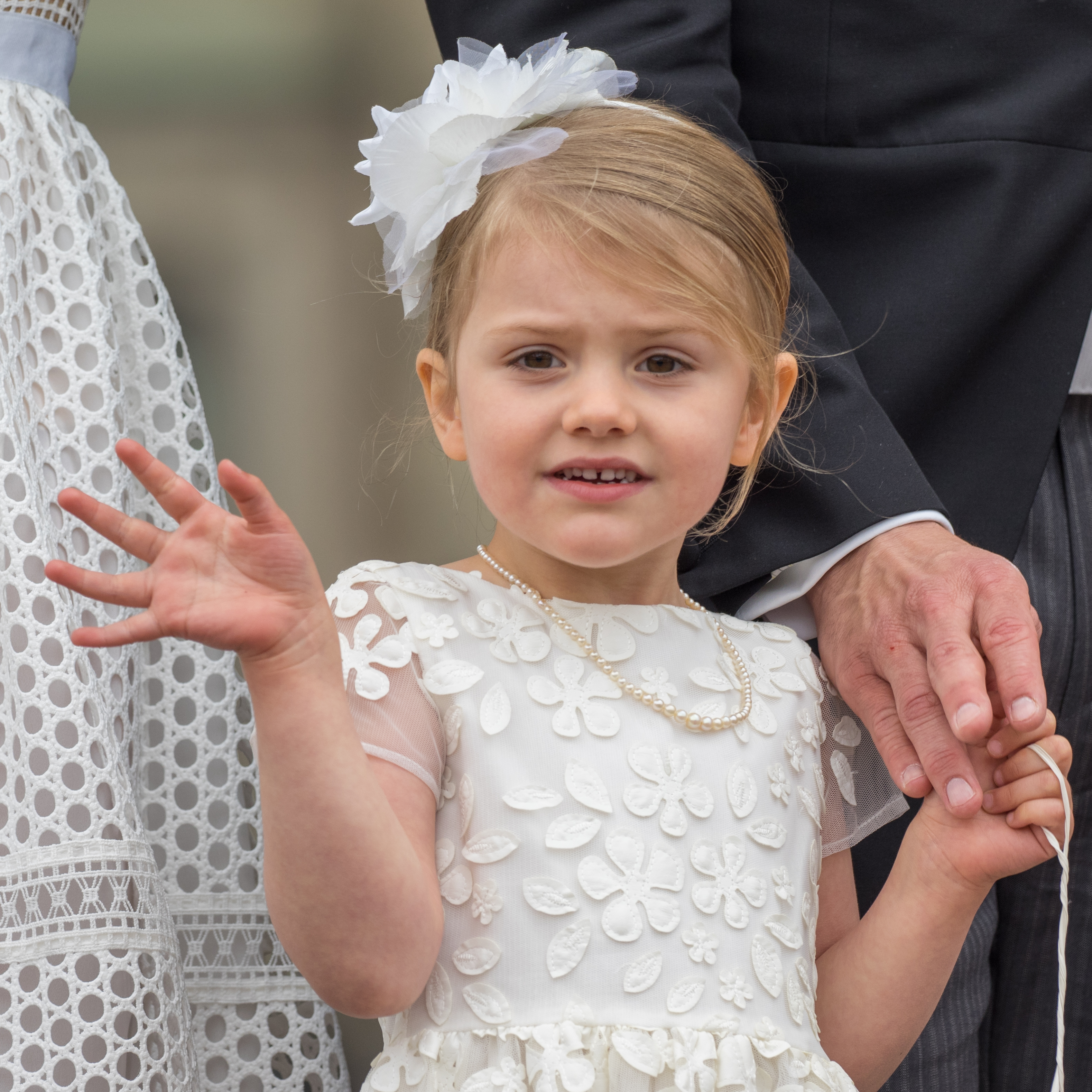
Prinzessin Estelle während der Taufe ihres Bruders im Mai 2016

Der Vorname „Estelle“ wurde nach der Ehefrau von Folke Bernadotte, Estelle Romaine Manville (1904–1984), vergeben, während „Ewa“ und „Silvia“ eine Nachbenennung nach den Großmüttern der Prinzessin, Ewa Westling und Königin Silvia von Schweden, sind und „Mary“ eine Nachbenennung nach ihrer Patentante Königin Mary von Dänemark ist. Die Vornamen, insbesondere der Vorname Estelle, lösten eine Diskussion in den Medien aus. Der dem Königshaus nahestehende Historiker Herman Lindqvist beurteilte den Namen als „total unerwartet und unpassend“.
Estelle wurde am 22. Mai 2012 in der Schlosskirche des Stockholmer Schlosses getauft. Die schwedische Verfassung schreibt vor, dass legitime Thronerben der evangelisch-lutherischen Lehre nach dem Augsburger Bekenntnis folgen müssen. Taufpaten sind Prinz Daniels Schwester Anna Westling Söderström, Kronprinzessin Victorias Bruder Carl Philip, der norwegische Kronprinz Haakon, der niederländische König Willem-Alexander (zum Zeitpunkt der Taufe noch Kronprinz) und die dänische Königin Mary (zum Zeitpunkt der Taufe noch Kronprinzessin). Seit ihrer Taufe ist die Prinzessin Trägerin des Königlichen Seraphinenordens.
Prinzessin Estelle wächst im Schloss Haga in Solna auf. Ab August 2014 ging sie in eine Vorschule in Djursholm. Seit August 2018 besucht Estelle die Campus-Manilla-Grundschule im Stockholmer Stadtteil Djurgården.
Estelle ist Patentante ihrer jüngsten Cousine Ines von Schweden, der Tochter ihres Onkels Carl Philip von Schweden.

## Titel, Wappen, Orden und Ehrungen

### Titel und Prädikat
- Ihre Königliche Hoheit Estelle, Prinzessin von Schweden, Herzogin von Östergötland

(schwedisch: Hennes Kungliga Höghet Estelle, Prinsessa av Sverige, Hertiginna av Östergötland)

### Wappen

Estelles Wappen

Das Wappen ist durch ein goldenes schmales Tatzenkreuz geviert und trägt einen Herzschild.
Der Herzschild ist gespalten. Rechts in Blau und Rot, schrägrechts geteilt von einem Silber Schrägbalken mit einer goldenen pfahlgestellten Wasagarbe. Links oben in Blau ein nach rechts auffliegender goldener Adler, über dem das Sternbild „Großer Wagen“ mit sieben goldenen Sternen schwebt. Darunter eine dachförmige silberne Brücke mit zwei gezinnten Türmen, die auf einem mittleren, großen und zwei kleineren Durchgängen, über einem mit silbernen Wellen geschnittenen, silbernen Feld steht.
Im ersten und vierten Feld in Blau drei (2:1) gestellte goldene Kronen (für das kleine Reichswappen Schwedens). Im zweiten Feld liegt in Blau, auf drei silbernen schräglinken Wellenbalken, ein goldener rotgezungter und -bewehrter goldgekrönter Löwe (Folkunger-Wappen). Im dritten Feld ein goldener, blaugezungter und -bewehrter Greif auf rotem Grund, umgeben von vier silbernen Rosen in den Ecken (Wappen von Östergötland).
Auf dem Schild ruht eine goldene, fünfzackige Prinzenkrone mit Spitzenperlen und blauer Mütze mit Goldkronen. Zwischen den Spitzen sind schwarze senkrecht gestellte Wasagarben abgebildet.

### Orden und Ehrungen
| Jahr         | Staat    | Orden/Ehrenzeichen          |
| ------------ | -------- | --------------------------- |
| 22. Mai 2012 | Schweden | Königlicher Seraphinenorden |

## Vorfahren
| Ahnentafel Prinzessin Estelle Silvia Ewa Mary von Schweden           | Ahnentafel Prinzessin Estelle Silvia Ewa Mary von Schweden               | Ahnentafel Prinzessin Estelle Silvia Ewa Mary von Schweden               | Ahnentafel Prinzessin Estelle Silvia Ewa Mary von Schweden                 | Ahnentafel Prinzessin Estelle Silvia Ewa Mary von Schweden             | Ahnentafel Prinzessin Estelle Silvia Ewa Mary von Schweden                                                                    | Ahnentafel Prinzessin Estelle Silvia Ewa Mary von Schweden                                                                                               | Ahnentafel Prinzessin Estelle Silvia Ewa Mary von Schweden                          | Ahnentafel Prinzessin Estelle Silvia Ewa Mary von Schweden                   |
| -------------------------------------------------------------------- | ------------------------------------------------------------------------ | ------------------------------------------------------------------------ | -------------------------------------------------------------------------- | ---------------------------------------------------------------------- | --- | --- | ----------------------------------------------------------------------------------- | ---------------------------------------------------------------------------- |
| Ururgroßeltern                                                       | Anders Andersson (1863–1942) ⚭ Brita Westling (1868–1965)                | Anders Erik Borg (1879–1937) ⚭ Anna Båth (1879–1953)                     | Johan Gregorius Westring (1879–1959) ⚭ 1905 Anna Samuelsdotter (1887–1975) | Johan Teodor Hugg (1884–1970) ⚭ 1910 Kristina Jonsdotter (1876–1962)   | König Gustav VI. Adolf (1882–1973) ⚭ 1905 Prinzessin Margaret of Connaught (1882–1920)                                        | Herzog Carl Eduard von Sachsen-Coburg und Gotha (1884–1954) ⚭ 1905 Prinzessin Viktoria Adelheid von Schleswig-Holstein-Sonderburg-Glücksburg (1885–1970) | Louis Moritz Sommerlath (1860–1930) ⚭ 1886 Erna Sophie Christine Waldau (1864–1944) | Arthur Floriano de Toledo (1873–1935) ⚭ 1900 Elisa Novaes Soares (1881–1928) |
| Urgroßeltern                                                         | Anders Westling (1900–1980) ⚭ 1936 Frida Berta Elisabet Borg (1913–1998) | Anders Westling (1900–1980) ⚭ 1936 Frida Berta Elisabet Borg (1913–1998) | John Einar Westring (1913–1998) ⚭ 1936 Nanny Birgitta Hugg (1913–2000)     | John Einar Westring (1913–1998) ⚭ 1936 Nanny Birgitta Hugg (1913–2000) | Erbprinz Gustav Adolf, Herzog von Västerbotten (1906–1947) ⚭ 1932 Prinzessin Sibylla von Sachsen-Coburg und Gotha (1908–1972) | Erbprinz Gustav Adolf, Herzog von Västerbotten (1906–1947) ⚭ 1932 Prinzessin Sibylla von Sachsen-Coburg und Gotha (1908–1972)                            | Walther Sommerlath (1901–1990) ⚭ 1925 Alice Soares de Toledo (1906–1997)            | Walther Sommerlath (1901–1990) ⚭ 1925 Alice Soares de Toledo (1906–1997)     |
| Großeltern                                                           | Olle Gunnar Westling (* 1945) ⚭ Anna Kristina Ewa Westring (* 1944)      | Olle Gunnar Westling (* 1945) ⚭ Anna Kristina Ewa Westring (* 1944)      | Olle Gunnar Westling (* 1945) ⚭ Anna Kristina Ewa Westring (* 1944)        | Olle Gunnar Westling (* 1945) ⚭ Anna Kristina Ewa Westring (* 1944)    | König Carl XVI. Gustaf (* 1946) ⚭ 1976 Silvia Renate Sommerlath (* 1943)                                                      | König Carl XVI. Gustaf (* 1946) ⚭ 1976 Silvia Renate Sommerlath (* 1943)                                                                                 | König Carl XVI. Gustaf (* 1946) ⚭ 1976 Silvia Renate Sommerlath (* 1943)            | König Carl XVI. Gustaf (* 1946) ⚭ 1976 Silvia Renate Sommerlath (* 1943)     |
| Eltern                                                               | Olof Daniel Westling (* 1973) ⚭ 2010 Kronprinzessin Victoria (* 1977)    | Olof Daniel Westling (* 1973) ⚭ 2010 Kronprinzessin Victoria (* 1977)    | Olof Daniel Westling (* 1973) ⚭ 2010 Kronprinzessin Victoria (* 1977)      | Olof Daniel Westling (* 1973) ⚭ 2010 Kronprinzessin Victoria (* 1977)  | Olof Daniel Westling (* 1973) ⚭ 2010 Kronprinzessin Victoria (* 1977)                                                         | Olof Daniel Westling (* 1973) ⚭ 2010 Kronprinzessin Victoria (* 1977)                                                                                    | Olof Daniel Westling (* 1973) ⚭ 2010 Kronprinzessin Victoria (* 1977)               | Olof Daniel Westling (* 1973) ⚭ 2010 Kronprinzessin Victoria (* 1977)        |
| Estelle, Prinzessin von Schweden, Herzogin von Östergötland (* 2012) |                                                                          |                                                                          |                                                                            |                                                                        | | |                                                                                     |                                                                              |